# Małgorzata Bassa-Roguska
Małgorzata Bassa-Roguska (23 de noviembre de 1975) es una deportista polaca que compitió en lucha libre. Ganó una medalla de bronce en el Campeonato Mundial de Lucha de 1997 y cuatro medallas en el Campeonato Europeo de Lucha entre los años 1996 y 2002.

## Palmarés internacional
| Campeonato Mundial | Campeonato Mundial         | Campeonato Mundial | Campeonato Mundial |
| Año                | Lugar                      | Medalla            | Categoría          |
| ------------------ | -------------------------- | ------------------ | ------------------ |
| 1997               | Clermont-Ferrand (Francia) | Medalla de bronce  | 62 kg              |
| Campeonato Europeo |                            |                    |                    |
| Año                | Lugar                      | Medalla            | Categoría          |
| 1996               | Oslo (Noruega)             | Medalla de oro     | 65 kg              |
| 1999               | Götzis (Austria)           | Medalla de plata   | 62 kg              |
| 2001               | Budapest (Hungría)         | Medalla de oro     | 62 kg              |
| 2002               | Seinäjoki (Finlandia)      | Medalla de oro     | 63 kg              |